# Alfoeren
De Alfoeren – ook wel geschreven als (H)al(i)furu, (H)al(i)foeren – zijn een bevolkingsgroep in de Molukken. Met de Alfoeren werden in de koloniale tijd de oorspronkelijke stammen uit de binnenlanden van Buru en Ceram in de Zuid-Molukken, Halmahera in de Noord-Molukken, Celebes en ook op sommige Kleine Soenda-eilanden bedoeld. Ze behoren tot de bevolkingsgroep waartoe ook de Negrito's, Papoea's en andere bevolking van Melanesië behoren. Het begrip wordt door Molukkers gebruikt om hun oorsprong aan te duiden.

## Term
De oorspronkelijke bewoners van de Molukken verwezen naar zichzelf als Harafura of Alifuru. Hiermee onderscheidden ze zich van de christenen en moslims in het gebied. Toen de Nederlandse kolonialisten in de zeventiende eeuw de Molukken bereikten, namen ze deze benaming over als ‘Alfoeren’.
De term werd door de Nederlanders gebruikt ter aanduiding van de ongekerstende en ongeïslamiseerde autochtone eilandbevolking in de Grote Oost. Hiermee werd deze bevolking onderscheiden van de overwegend islamitische handelaren en andere zeevaarders die zich in de loop der tijden op de kusten hadden gevestigd.
Er bestaan verschillende theorieën over het ontstaan van de term:
- Alif, ألف, is de eerste letter van het Arabische alfabet. Uru wordt beweerd Mens te betekenen.[bron?]
- Een andere theorie is dat de oorsprong uit het Tidorees komt. ‘Hale’ betekent in deze taal ‘land’ en ‘furu’ staat voor ‘wild’ of ‘primitief’.[5]

Tegenwoordig komt de term ‘Alfoer’ niet meer voor in de Nederlandse administratieve en wetenschappelijke literatuur. Dit is te verklaren door het feit dat de Nederlandse rol in Indonesië sterk is afgenomen. Het woord ‘alifuru’ wordt, zoals gezegd, nog wel door Molukkers gebruikt om hun oorsprong aan te duiden.

## Cultuur

### Voedsel

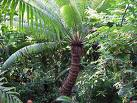
De Sagopalm

De Alfoeren uit de binnenlanden wonen in het oerwoud als jagers en verzamelaars. Het dieet van deze stammen is opgebouwd rondom de sagopalm. Elk deel van deze boom wordt gebruikt: van het merg wordt meel gemaakt, de schors wordt gebruikt als vloer en muren van woningen, de bladeren worden gebruikt als dak van hun boomhuizen en paalwoningen en van de kleinere bladeren worden touwen geweven. Verder eten ze bepaalde kruiden en vruchten van de bomen. Alfoeren die aan de kuststreek wonen leven, naast van de jacht, ook van visserij. 
Van alleen de jacht kan de Alfoer niet leven dus daarnaast houden zowel de Alfoeren in het binnenland als de Alfoeren aan de kust zich ook bezig met landbouw. De Alfoeren hebben echter maar weinig landbouwkennis en plegen daarom roofbouw.

### Tjakalele

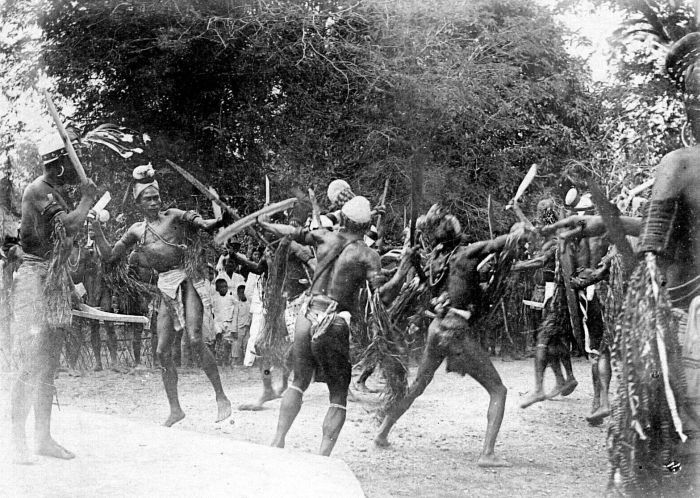
Honitetoe-Alfoeren dansen de tjakalele (Piru, Ceram; 1912)

De tjakalele is de traditionele krijgsdans uit de Molukken waarin dansers met gebruik van een langwerpig schild (salawaku) en de parang (kapmes) hun vaardigheid als krijgers tonen. De verschillende volken die met de verzamelnaam Alfoeren worden aangeduid kennen allemaal verschillende soorten dansen. De tjakalele is de enige dans die door alle Alfoeren beoefend wordt. 
De tjakalele werd oorspronkelijk gedanst door de Alfoeren ter voorbereiding op de strijd, maar werd later ook getoond bij belangrijke ceremonies en plechtigheden. De dans bestaat uit een aantal patronen en schijngevechten. Er zijn vele versies en varianten van de tjakalele, dit in overeenstemming met de diversiteit van de Molukken. De traditionele tjakalele wordt ook wel Tjakalele Alifuru genoemd. Hierbij wordt een spiegelgevecht uitgevoerd waarbij de dansers al huppelend beurtelings hun armen en benen opheffen terwijl ze in de linkerhand het schild en in de rechterhand de parang vasthouden. Zo nu en dan wordt er een strijdkreet geslaakt. De dans wordt begeleid door gongs, tifa’s (kegelvormige trommels) en tahoeri’s (kinkhoorns met een gat bij de punt waar je doorheen blaast). Hiervoor geldt: hoe meer kabaal hoe beter.
Tegenwoordig wordt de tjakalele op de Molukken nog steeds uitgevoerd bij belangrijke ceremonies.

### Kledij
Alune en Wemale zijn de oudste Alfoerenstammen van de Molukken. De stammen zijn naar hun kleding vernoemd. Ze zochten allebei iets om hun lichaam te bedekken. Diegenen die de “ai loine” (bladeren) namen om hun lichaam te bedekken vormden later een groep en zij noemden zich: de Alune-stam. De anderen die de “ai wemale” (schors van de wemaleboom) namen vormden een andere groep en noemden zich de Wemale-stam. Sinds de 16e eeuw dragen de Alfoeren soms ook andere kleding, echter wordt traditionele kledij nog steeds voor ceremoniale gelegenheden gedragen. Dit is bijvoorbeeld te zien bij de Alfoerse gemeenschappen in Midden-Ceram. Zij dragen een doek om hun middel, de zogenaamde tjikado, en een traditionele rode hoofddoek op hun hoofd als een soort tulband.

### Religie
De Alfoeren beoefenen een natuurgodsdienst waarbij voorouderverering centraal staat. Een kenmerk van de religie is het animisme – het geloof dat geesten zich in allerlei voorwerpen bevinden. Daarnaast geloven ze ook in mana, een bovennatuurlijke kracht of substantie. De Alfoeren  menen dat bloed de drager van mana is waardoor bij offers aan de geesten vrijwel altijd bloedvergieten te pas komt. De offers die gebracht worden kunnen zowel dieren als mensen zijn. Een hoofd van een mens is in de cultuur van de Alfoeren het hoogste wat geofferd kan worden. Het hoofd wordt namelijk gezien als de zetel van de zintuigen en Alfoeren staan dan ook bekend om het koppensnellen. 
Naast geesten worden ook de zon en de maan vereerd. Zo is het gebruikelijk dat menstruerende vrouwen zich gedurende drie dagen afzonderen in een hutje omdat ze anders de toorn van de maangodin over zich afroepen.
Op materieel niveau zien we dat Alfoeren gebruik maakten van amuletten tijdens het vechten. Deze werden geacht de Alfoeren te beschermen in de strijd. Vaak werden ook de wapens waarmee ze ten strijde trokken gezegend.
Tot slot speelde wichelen een belangrijke rol in het leven van de Alfoer. Ze gebruikten deze methode om uit te vinden of een onderneming kans van slagen had.
Sinds de komst van de eerste Europeanen in de 16e eeuw heeft een groot deel van de Alfoeren zich bekeerd tot het christendom en, al eerder, gezien de belangrijke rol van de Molukken in de Zijde-Route, de islam via Arabische handelaren. Slechts 2% houdt nog het oude geloof aan.